# Turi Ferro
Salvatore Ferro, detto Turi (Catania, 10 gennaio 1921 – Sant'Agata li Battiati, 11 maggio 2001), è stato un attore italiano di teatro e cinema.

## Biografia
Nato a Catania negli ultimi giorni del 1920 ma registrato allo stato civile il 10 gennaio 1921, comincia a recitare giovanissimo al Teatro Coppola di Catania, nella compagnia Brigata d'arte filodrammatica, diretta dal padre Guglielmo Ferro.
Appare nei primi spettacoli teatrali a livello professionale nel 1948, insieme alla moglie Ida Carrara sposata nel 1951. I due reciteranno nella Compagnia Pier Maria Rosso di San Secondo di Roma.
All'inizio degli anni cinquanta interpreta a teatro molte opere di Luigi Pirandello, portando in palcoscenico (nella parte del mago Cotrone) I giganti della montagna, opera incompiuta dello scrittore siciliano, messa in scena da Giorgio Strehler già nel 1947.
Nel 1957 crea con la moglie l'Ente Teatrale Sicilia, unendo alcuni dei migliori attori teatrali regionali quali Michele Abruzzo, Rosina Anselmi e Umberto Spadaro ma non, con suo rammarico, Salvo Randone.
Nel 1958 fonda il Teatro Stabile di Catania insieme a Michele Abruzzo e Umberto Spadaro. Diviene quindi famoso soprattutto in ambito teatrale, come uno dei maggiori interpreti delle opere di Pirandello e Verga. L'esordio è con Malia di Luigi Capuana. Porta quindi in scena Il fu Mattia Pascal; Liolà; Uno, nessuno e centomila; Questa sera si recita a soggetto; Come tu mi vuoi; Pensaci, Giacomino!; Così è (se vi pare); Sei personaggi in cerca d'autore e numerose novelle di Pirandello, quindi La lupa e Mastro-don Gesualdo di Giovanni Verga.
Continua con un altro grande drammaturgo e narratore italiano, Leonardo Sciascia, portandone in scena praticamente tutte le opere più note, come Gli zii di Sicilia; Candido; La corda pazza; Le parrocchie di Regalpetra; Nero su nero; Il giorno della civetta; Todo modo e altri ancora.
Attore eclettico, non si limita però al teatro siciliano. Nel 1965 viene chiamato dal regista Luigi Squarzina per interpretare l'opera teatrale La grande speranza, scritto da Carlo Marcello Rietmann. Tra le numerose produzioni, vale la pena ricordare quella di Roberto Rossellini al Festival dei Due Mondi di Spoleto nel 1962, dalla quale Jean-Luc Godard trasse la propria versione cinematografica (Les Carabiniers, 1963). Tra le altre interpretazioni ricordiamo Il sindaco del rione Sanità di Eduardo De Filippo. Nel '70 inaugurò la stagione con il nuovo teatro catanese di Don Giovanni involontario di Brancati in coppia con L'incredibile avventura di Ernesto di Ercole Patti.
Nel cinema ha recitato in oltre trenta film, tra cui Tu ridi e Malizia.
Avrebbe dovuto interpretare Geppetto nel film Pinocchio del 2002 di Roberto Benigni, ma morì prima dell'inizio delle riprese e fu sostituito da Carlo Giuffré. Dopo la sua scomparsa, Benigni l'ha ricordato con queste parole: «Candido, tragico, umile e alto. Era il Geppetto dei miei sogni. Continuerò a sognarlo. Era un attore di stratosferica bellezza. Il suo volto poteva abitare con la medesima forza paesaggi reali e luoghi fiabeschi. C'eravamo incontrati per cominciare insieme, appunto, un viaggio nella più bella favola del mondo».
Continuerà a recitare praticamente fino alla morte in grandi opere teatrali, sempre raccontando in diversi modi la sua amata Sicilia. L'ultima apparizione è ne La Cattura, ancora una volta accanto alla moglie.
Visse per molto tempo a San Giovanni la Punta e successivamente a Sant'Agata li Battiati, un comune vicino a Catania, dove morì per infarto a 80 anni e dove è sepolto.
Nel 2021 la scrittrice Silvana Grasso ha ricordato per il centenario della nascita che Turi Ferro ricevette dalla Repubblica Italiana le onorificenze di Cavaliere, Commendatore e Grande Ufficiale da tre differenti presidenti della Repubblica (Gronchi, Pertini, Scalfaro), benemerenze riconosciute e mai rivelate pubblicamente dallo stesso attore.

## Teatro
- Malìa (1958), di Luigi Capuana
- Liolà (1959), di Luigi Pirandello, regia di Accursio Di Leo
- La governante (1960), di Vitaliano Brancati, regia di Luigi Squarzina
- La lupa (1962), di Giovanni Verga
- L'uomo e la sua morte (1962), di Giuseppe Berto
- Il giorno della civetta (1962), di Leonardo Sciascia
- I giganti della montagna (1966), di Luigi Pirandello, regia di Giorgio Strehler
- L'avaro (1966), di Molière
- I Viceré (1969), di Federico De Roberto
- Mastro-don Gesualdo (1974), di Giovanni Verga
- Il Consiglio d'Egitto (1976), di Leonardo Sciascia
- Sei personaggi in cerca d'autore (1980), di Luigi Pirandello, regia di Giancarlo Cobelli
- I Malavoglia (1982), di Giovanni Verga
- Tito Andronico (1983), di William Shakespeare
- Antigone (1986), di Sofocle
- L'Altalena (1992), regia di Turi Ferro
- Il visitatore (1996), Éric-Emmanuel Schmitt, regia di Antonio Calenda
- La cattura (2001), di Andrea Camilleri
- Pensaci, Giacomino!, di Luigi Pirandello
- Ciascuno a suo modo, di Luigi Pirandello, regia di Luigi Squarzina

### Teatro TV
- Lu cavalieri Pidagna (Programma Nazionale, 18 marzo 1959)
- Il marchese di Ruvolito (Programma Nazionale, 7 luglio 1961)
- L'accusatore pubblico (Programma Nazionale, 8 settembre 1961)
- La locanda dei misteri (Programma Nazionale, 22 settembre 1961)
- Merluzzo (Programma Nazionale, 25 dicembre 1964)
- Ma non è una cosa seria (Secondo Programma, 30 dicembre 1964)
- Dalila (Secondo Programma, 9 novembre 1965)
- Inquisizione (Programma Nazionale, 10 dicembre 1965)
- L'orologio a cucù (Programma Nazionale, 15 luglio 1966)
- Boris Godunov (Programma Nazionale, 21-23 ottobre 1966)
- Cavalleria rusticana (Programma Nazionale, 25 luglio 1967)
- Ah, Wildernessi (Fermenti) (Programma Nazionale, 8 ottobre 1968)
- L'aria del continente, regia di Turi Ferro e Marcello Sartarelli (Secondo Programma, 3 giugno 1970)
- Il candidato (Secondo Programma, 22 gennaio 1971)
- A ciascuno il suo (Rete 3, 22 gennaio 1983)
- Il visitatore (Raidue, 25 ottobre 1997)
- Il consiglio d'Egitto (Raidue, 9 novembre 1997)

## Filmografia

### Cinema

Turi Ferro in Fatto di sangue (1978)

- Un uomo da bruciare, regia di Valentino Orsini, Paolo e Vittorio Taviani (1962)
- Extraconiugale, regia di Massimo Franciosa, Mino Guerrini e Giuliano Montaldo (1964)
- Io la conoscevo bene, regia di Antonio Pietrangeli (1965)
- Rita la zanzara, regia di Lina Wertmüller (1966)
- Non stuzzicate la zanzara, regia di Lina Wertmüller (1967)
- Sette volte sette, regia di Michele Lupo (1968)
- Un caso di coscienza, regia di Giovanni Grimaldi (1970)
- Scipione detto anche l'Africano, regia di Luigi Magni (1971)
- L'istruttoria è chiusa: dimentichi, regia di Damiano Damiani (1971)
- Imputazione di omicidio per uno studente, regia di Mauro Bolognini (1972)
- La violenza: quinto potere, regia di Florestano Vancini (1972)
- Mimì metallurgico ferito nell'onore, regia di Lina Wertmüller (1972)
- La mano nera, regia di Antonio Racioppi (1973)
- Malizia, regia di Salvatore Samperi (1973)
- La governante, regia di Giovanni Grimaldi (1974)
- Il lumacone, regia di Paolo Cavara (1974)
- Virilità, regia di Paolo Cavara (1974)
- Vergine, e di nome Maria, regia di Sergio Nasca (1975)
- I baroni, regia di Giampaolo Lomi (1975)
- Che notte quella notte!, regia di Ghigo De Chiara (1977)
- Stato interessante, regia di Sergio Nasca (1977)
- Fatto di sangue fra due uomini per causa di una vedova. Si sospettano moventi politici, regia di Lina Wertmüller (1978)
- Ernesto, regia di Salvatore Samperi (1979)
- Il turno, regia di Tonino Cervi (1981)
- La posta in gioco, regia di Sergio Nasca (1988)
- Malizia 2mila, regia di Salvatore Samperi (1991)
- Tu ridi, regia di Paolo e Vittorio Taviani (1998)

### Televisione
- Mastro Don Gesualdo (Secondo Programma, 2 gennaio - 6 febbraio 1964)
- Il padrone del villaggio (Programma Nazionale, 7 - 14 marzo 1965), di Fëdor Dostoevskij
- Melissa (Secondo Programma, 23 novembre - 28 dicembre 1966), di Francis Durbridge
- I racconti del maresciallo (Secondo Programma, 12 gennaio - 23 febbraio 1968), di Mario Soldati
- Il mondo di Pirandello (da Novelle per un anno) di Luigi Pirandello (Programma Nazionale, 5 marzo - 3 aprile 1968)
- Il segreto di Luca (Programma Nazionale, 11 maggio - 1º giugno 1969), di Ignazio Silone
- Qualcuno bussa alla porta, episodio: Una sera qualsiasi (Programma Nazionale, 18 dicembre 1970)
- I Nicotera (Programma Nazionale, 21 maggio - 18 giugno 1972)
- La quinta donna, regia di Alberto Negrin (Rete 1, 23 maggio - 6 giugno 1982)
- E non se ne vogliono andare (RaiUno, 1º - 2 maggio 1988)
- E se poi se ne vanno? (RaiUno, 29 ottobre - 5 novembre 1989)

## Prosa radiofonica Rai
- Il berretto a sonagli in due atti, commedia di Luigi Pirandello, compagnia del Piccolo Teatro Stabile della Città di Firenze, regia teatrale di Cosimo Fricelli, regia radiofonica di Umberto Benedetto, trasmesso su Programma nazionale il 2 agosto 1962.
- L'uomo e la sua morte, commedia di Giuseppe Berto, regia di Andrea Camilleri, trasmessa il 10 febbraio 1963

## Doppiaggio
- Tiberio Murgia in La grande guerra
- Frank Wolff in Salvatore Giuliano

## Riconoscimenti
- David di Donatello
  - 1974 – David speciale alla carriera

- Premio Flaiano sezione teatro[13]
  - 2001 – Alla carriera (postumo)